# 神保良介
神保 良介（じんぼ りょうすけ、1980年6月24日 - ）は、日本の男性俳優、声優。身長176cm。オフィスチャープ所属。

## 人物
ニナガワ・スタジオ出身。
趣味・特技は戯曲の翻訳、映画・舞台鑑賞、読書、ゲーム。
資格は普通自動車運転免許、英検準1級。

## 出演

### 舞台
- アセンション日本
- お気に召すまま
- オール・アバウト・Z
- 子午線の祀り
- HAMLET
- 白夜の女騎士
- hondana
- 身毒丸
- Root Beers
- 帰還の虹[3]

### 吹き替え

#### 映画
- アクリモニー: 辛辣な復讐（デヴォン、弁護士、メルビン）
- アメリカン・サイコ（パトリック・ベイトマン〈クリスチャン・ベール〉）※VOD版
- サイバー・ミッション
- スピード・スティール（リック、コビヴィッツ）
- ダーティ・ダンシング（ロビー・グールド〈マックス・カンター〉）※Netflix版
- プリンセス・ブライド・ストーリー（ルーガン伯爵〈クリストファー・ゲスト〉、隊員）
- LOL 〜ローラの青春〜（ジェームズ）